# Остров Чичагова
О́стров Чича́гова (англ. Chichagof Island) — остров в Архипелаге Александра на юго-востоке штата Аляска, США. Население острова в 2000 году составляло 1342 человека.

## География
Площадь острова — 5306 км², длина — 120 км, ширина — 80 км. После островов Кадьяк и Принца Уэльского является третьим по величине островом Аляски.
Расположен к северу от острова Баранова. Омывается с востока проливом Чатем, с севера — проливом Айси-Стрейт, с запада — Аляскинским заливом, с юга — Перилским проливом.

## История
Остров открыт в 1741 году русским мореплавателем Алексеем Ильичом Чириковым. Название присвоил в 1805 году во время первого русского кругосветного плавания Юрий Фёдорович Лисянский в честь адмирала Василия Яковлевича Чичагова, под началом которого он служил во время войны со Швецией в 1788—1790 гг. Остров передан Россией Соединённым Штатам Америки по Договору о продаже Русской Аляски в 1867 году.

## Населённые пункты
Основные населённые пункты Хуна, Пеликан и Тенаки-Спрингз расположены в северной части острова. В южной части, относящейся в административном отношении к городу Ситка, находящемся на соседнем острове, проживали в 2000 году лишь восемь человек.

## Экономика
Основными источниками дохода на острове являются туризм, рыболовство и лесная промышленность.

## Туризм
На острове предлагаются туры для охотников. Встречаются бурые медведи, каланы, тюлени, морские львы, орлы, морские птицы и киты. Предлагаются также походы на байдарках. В посёлке Тенки-Спрингз имеются горячие источники и возможности для купания. Хуна является самым крупным поселением тлингитов в Аляске, к тому же исходной точкой для рыболовных экспедиций. Элфин-Ков — посёлок рыбаков, построенный на сваях. В посёлке Пеликан можно ловить рыбу и предпринимать походы.

## Интересные факты
- На острове Чичагова снимались многие эпизоды реалити-сериала «Семья из леса».